# Balangay

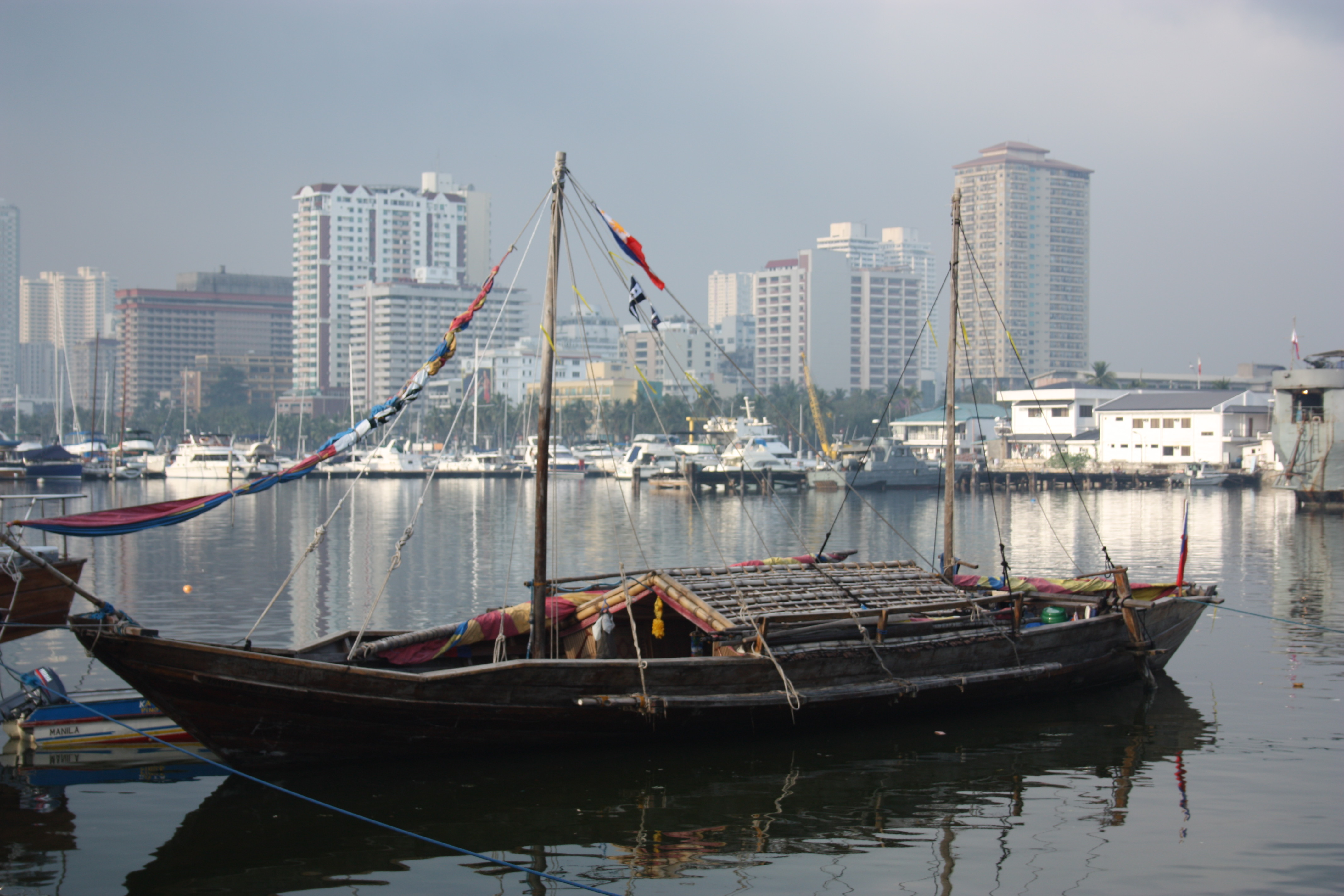
La réplica de un balangay atracado en el puerto de Manila después de una expedición por el sudeste asiático.

El balangay (antiguamente también, bote Butuán) es un bote de tablones de madera unidos a un tablón tallado mediante clavijas de madera y metal. Fue mencionado por primera vez en el siglo XVI en las crónicas de Pigafetta, y es conocido como la embarcación más antigua en Filipinas. El balangay más antiguo conocido fue fechado con carbono hacia el 320 d. C.
Los balangays fueron la primera embarcación de madera tallada en el Sudeste Asiático y evidencia las habilidades marineras y artesanales de los antiguos pobladores filipinos durante la época precolonial filipina. El Festival de Balanghai también es una celebración en Butuán (Agusán Norte), para conmemorar la llegada de los primeros migrantes que se asentaron en Filipinas, a bordo de barcas Balangay.
Cuando llegaron los primeros españoles en el siglo XVI, encontraron a los filipinos viviendo en aldeas independientes bien organizadas llamadas barangayes. El nombre barangay se originó de balangay, la palabra austronésica para «velero»

## Terminología
Balangay, españolizado como barangay, fue una de las primeras palabras nativas que los españoles aprendieron en Filipinas. Cuando Antonio Pigafetta desembarcó para hablar con el gobernante de Mazua, se sentaron juntos en un bote en la orilla que Pigafetta llamó balangai. Esta palabra aparece como balangay o baranggay con el mismo significado en todos los idiomas principales de Filipinas, y los primeros diccionarios españoles dejan en claro que se pronunció «ba-la-ngay».
Cuando los españoles conquistaron Luzón, encontraron que el término hacía referencia tanto a la embarcación como a la unidad política más pequeña de la sociedad tagala.

## El uso delbalangay

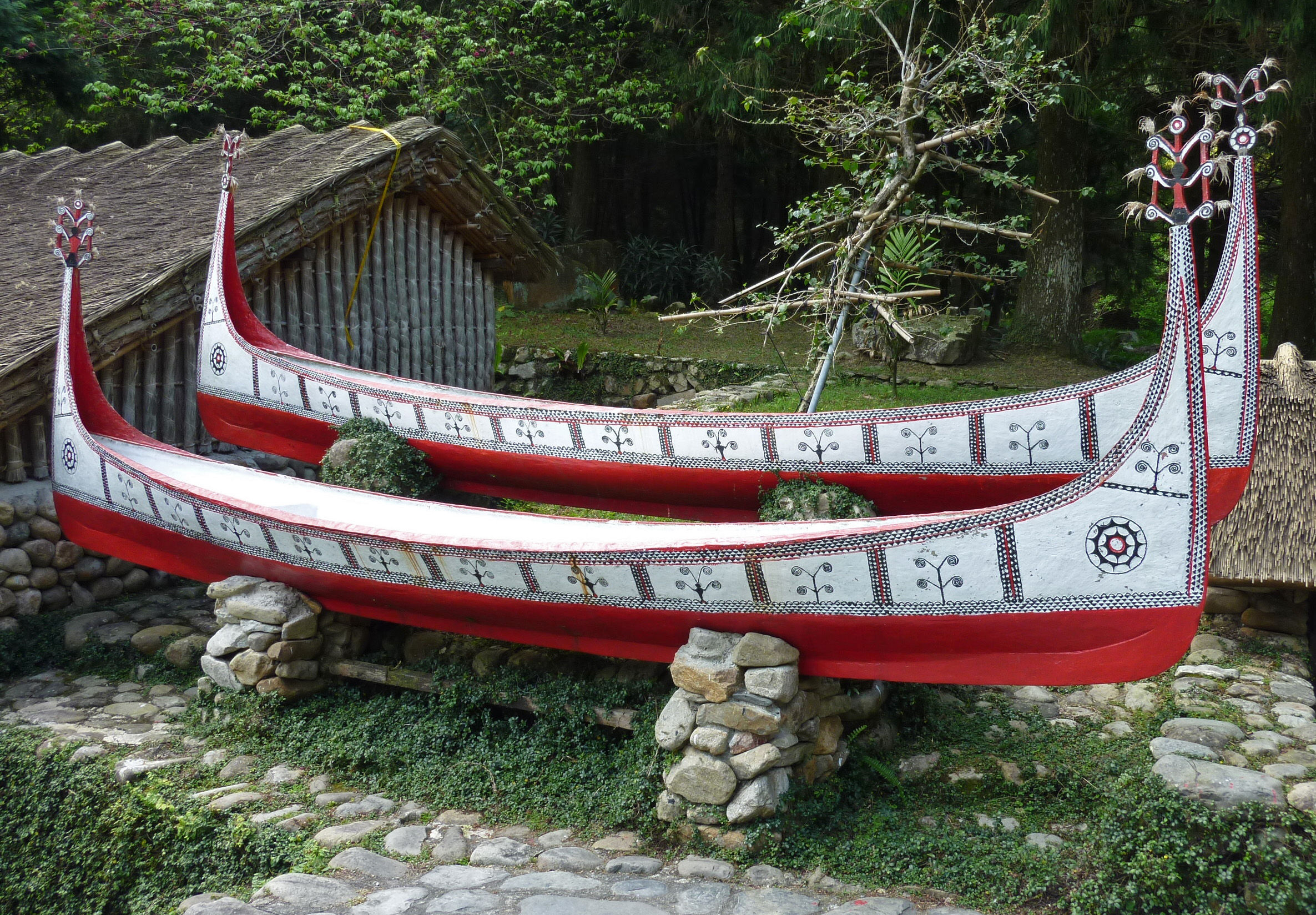
Ipanitika, un tipo de balangay utilizado por los tao, un pueblo austronesio de Isla de las Orquídeas, en Taiwán

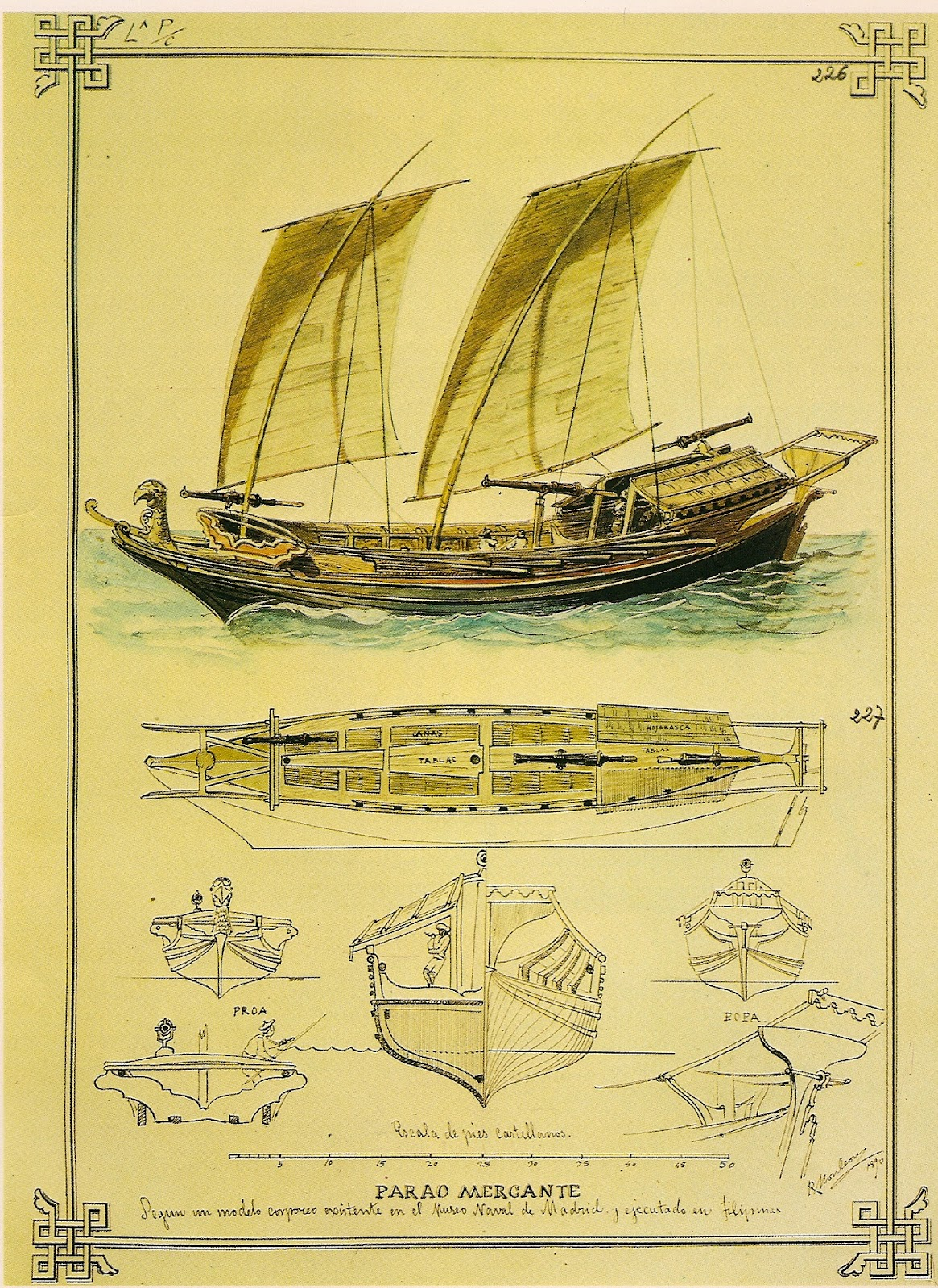
Ilustración de un mercader armado biroko por Rafael Monleón (1890)

Al igual que en el norte de Luzón, particularmente en la provincia de Cagayán, el balangay se utiliza como medio para obtener alimentos para los Ibanag. El sistema del río Grande de Cagayán y el Canal Babuyan proporcionaron a los Ibanags peces y avenidas comerciales hasta la costa de Ilocos, por lo que los barcos eran una parte ordinaria de la vida cotidiana. La palabra común para barco era barangay, un término que a veces se extendía a la tripulación. Los grandes vasos se llamaban Biray o Biwong.
Los pueblos de las Bisayas y Mindanao tenían una forma diferente de usar balangay en comparación con la de la gente del norte de Luzón. Los grandes se usaban para transportar carga y se llamaban bidok, biroko, balutu, baroto, biray o lapid.
El balangay se utilizó para fines de carga y asalto, lo que demuestra que Butuán desempeñó un papel central en el comercio en toda la región de las islas Filipinas y con el área vecina. Hoy, el Festival Balanghai es una celebración en Butuán, Agusán del Norte, es para conmemorar la llegada de los primeros migrantes que se establecieron en Filipinas, a bordo de los barcos Balangay.
También se sostiene que el balangay también ayudó a difundir el asentamiento del pueblo austronesio alrededor de Filipinas y las regiones vecinas del Sudeste Marítimo de Asia. El pueblo tao de Taiwán ha sido tradicionalmente experto en la elaboración de balangays, una tradición que aún continúa en los tiempos modernos (véase: Aborígenes de Taiwán). Los balangays se llevan a cabo como un símbolo de su gente. Son considerados como un vestigio de las embarcaciones utilizadas por los antepasados del pueblo Tao, cuando se asentaron en la isla de las Orquídeas desde Batanes aproximadamente a 1200 d. C.

## Tradición y proceso
El balangay fue la primera embarcación de madera excavada en el sudeste asiático. Se trata de un barco construido con tablones y con clavijas de borde construido sobre una quilla.
Las tablas se tallan y se ensamblan uniéndolas de borde a borde, utilizando clavijas o tacos. Los tablones, que estaban hechos de una madera dura llamada dungún en Filipinas (Heritiera littoralis), se unían cada 12 cm, también mediante un pasador de madera dura de unos 19 cm de largo, que se introducían en agujeros en el borde de cada tablón. En el lado interno del bote, las tablas estaban provistas, a intervalos regulares, de orejetas rectangulares elevadas, talladas en la misma tabla, a través de las cuales se perforaban agujeros en diagonal desde los lados hasta la superficie.
Las estructuras con forma de nervadura hechas de largos de madera fueron atadas contra estas orejetas para proporcionar un mamparo flexible, para reforzar y literalmente coser el bote. Para ello se utilizó el cordaje conocido como cabo negro (Arenga pinnata). El casco, que medía unos 15 metros de largo y 4 metros de ancho, era generalmente de sección transversal semicircular y sin quilla marcada. Provisto de enormes estabilizadores, el barco fue propulsado por una vela o por remar.
Los botes se fabricaban finamente sin planos y se enseñaba a fabricarlos de una generación a otra, y utiliza una técnica que todavía usan los fabricantes de botes de la isla Sibutu en el sur de Filipinas.

## Los balangays de Butuán
Desde el siglo X, Butuán parecía haber mantenido buenas relaciones con el Imperio Srivijaya. Al estar ubicados en la costa de Mindanao, los balangays a menudo atracaban en la bahía de Butuán manteniendo buenos lazos comerciales entre la población local de Butuán y los comerciantes del imperio vecino y las islas vecinas. Varios bienes, como una estatua de Avalokiteśvara y la Tara Dorada de Butuán, fueron comercializados a través del Sudeste de Asia.
Los balangay de Butuán fueron descubiertos a fines de la década de 1970 en la ciudad de Butuán, Agusán del Norte. Los lugareños encontraron accidentalmente un total de nueve barcos de madera en busca de oro aluvial en tierra cerca del río Masao. El sitio estaba en Ambangan, Barrio Libertad, dentro de un antiguo canal de río seco, quizás un antiguo afluente del río Masao.
Tres de los nueve balangays descubiertos han sido excavados por el Museo Nacional y actualmente se conservan. El primer balangay o Butuan Boat One, fue descubierto en 1976 y ahora se exhibe en el Museo del Santuario Balangay en Libertad, ciudad de Butuan. Fue probado con radiocarbono y fechado en 320 d. C. El Butuan Boat Two data de 1250 d. C. y ahora se encuentra en el Salón Marítimo del Museo Nacional de Manila. El Butuan Boat Five, excavado en Bancasi, Libertad en 1986, data de 1215 d. C. y fue transferido al Museo Regional de Butuán y se encuentra en proceso de conservación. Los otros seis barcos, que aún no se han excavado, permanecen en su estado original anegado, lo que ha demostrado ser la mejor manera de preservar dichos artefactos.
En 2012, los arqueólogos del Museo Nacional descubrieron lo que parece ser una "embarcación madre" de balangay masiva, que se estima que mide 25 metros de largo, en comparación con la longitud promedio de 15 metros de los otros balangays en el sitio de excavación. La líder del equipo de investigación, la Dra. Mary Jane Louise A. Bolunia, informó que las velas de trinchera o las clavijas de madera que se usaron en la construcción de la embarcación madre tenían alrededor de 5 centímetros de diámetro. A partir de junio de 2013, las excavaciones del hallazgo aún están en curso.
La primera embarcación de madera excavada en el sudeste asiático, el balangay solo se encuentra en Filipinas, donde existe una flotilla de tales barcos de madera prehistóricos. Nueve especímenes fueron descubiertos en 1976 en Butuan, Agusan Del Norte, Mindanao, y 3 ya han sido excavados.

## Declaraciones

### Tesoro cultural nacional de Filipinas
Los balangays de Butuan fueron declarados por el presidente Corazón Aquino como Tesoros culturales nacionales en virtud de la Proclamación Presidencial n.º 86 el 9 de marzo de 1987 y la proximidad de la excavación como reservas arqueológicas.

### Embarcación nacional de Filipinas
En noviembre de 2015, el Balangay fue declarado Barco Nacional de Filipinas por el Comité de Revisión de Leyes de la Cámara. El Balangay fue elegido para que «las futuras generaciones de filipinos reconozcan la valiosa contribución de sus antepasados en la formación de la tradición marítima del país y en la transmisión de los valores de solidaridad, armonía, determinación, coraje y valentía».
El proyecto de ley 6366 de la Cámara declaró al balangay como el Barco Nacional de Filipinas.

## El viaje de balangays (2009)
En 2009, el Kaya ng Pinoy Inc. que conquistó el monte Everest en 2006 anunció planes para reconstruir el barco Balangay, con la ayuda de Bajau y otros miembros tribales. El Balangay se navegará, trazando las rutas de los antepasados filipinos durante las olas del asentamiento austronesio a través del sudeste marítimo de Asia y el Pacífico. La madera especial para la construcción provino de la fuente tradicional establecida en el sur de Filipinas, específicamente Tawi-Tawi. El equipo identificó a los constructores de botes maestros de Bajau, cuyos predecesores construyeron tales botes y utilizaron herramientas tradicionales durante la construcción. El balangay fue construido en la Bahía de Manila, en el Centro Cultural del Complejo de Filipinas.
Los balangays, llamados Diwata ng Lahi, Masawa Hong Butuan y Sama Tawi-Tawi, navegaron sin el uso de instrumentos modernos, y solo a través de las habilidades y métodos tradicionales del pueblo filipino de Bajau. Viajaron desde la bahía de Manila hasta el extremo sur de Joló, deteniéndose en numerosas ciudades filipinas en el camino para promover el proyecto. El viaje alrededor de las islas filipinas cubrió una distancia de 2.108 millas náuticas (3.908 km).
En el segundo tramo, el balangay navegó por todo el sudeste asiático hasta 2010, luego Micronesia y Madagascar al año siguiente. El Balangay luego se aventuró a través del Pacífico hacia el Atlántico y en todo el mundo y de regreso a Filipinas en 2012 a 2013.
El balangay fue navegado con el método utilizado por los antiguos marineros: la dirección del sol, las estrellas, el viento, las formaciones de nubes, los patrones de olas y las migraciones de aves. Valdez y su equipo confiaron en los instintos naturales de navegación del Bajau. Además de Bajau, Ivatan también son expertos en el uso del barco. Los organizadores dicen que el viaje «tiene como objetivo llevarnos de vuelta a la grandeza de nuestros antepasados y cómo el colonialismo nos robó y produjo el filipino hoy». Su embarcación, llamada Ngandahig, también se puede comparar con los viajes de Hokulea y los viajes de la Sociedad Polinesia de Viajes.